# Poems of the Past
Poems of the Past è il quinto EP del rapper canadese Powfu, pubblicato il 29 maggio 2020 dalla Columbia.

## Tracce
1. Death Bed (Coffee for Your Head) (feat. Beabadoobee) – 2:53 (Isaiah Faber, Beatrice Kristi Laus, Oscar Lang)
2. I'm Used to It – 2:55 (Isaiah Faber)
3. I'll Come Back to You (feat. Sarcastic Sounds e Rxseboy) – 2:15 (Isaiah Faber, Anthony Tubbs, Jeremy Fedryk)
4. A World of Chaos (feat. Rxseboy, Jomie & Ivri) – 2:42 (Isaiah Faber, Anthony Tubbs, Ivri Wright, Joseph Garcell, Nicolas Marchese, Sudipta Datta)
5. Popular Girl, Typical Boy (feat. Sleep.ing) – 4:06 (Isaiah Faber, Joaquim Antonio Francisco, Patience Faber)
6. Death Bed - Bonus Remix (feat. Beabadoobee & Blink-182) – 2:13 (Isaiah Faber, Beatrice Kristi Laus, Oscar Lang)

## Classifiche
| Classifica (2020) | Posizione massima |
| ----------------- | ----------------- |
| Canada            | 53                |
| Francia           | 57                |
| Stati Uniti       | 134               |